# Antiterrorism and Effective Death Penalty Act of 1996
Lire en ligne

Texte complet

Le Antiterrorism and Effective Death Penalty Act de 1996 est une loi du Congrès des États-Unis signée le 24 avril 1996. Introduite par le chef de la majorité au Sénat Bob Dole, elle est passée par un soutien bi-partisan à la suite de l'attentat du World Trade Center en 1993 et de l'attentat d'Oklahoma City. La loi est combattue par l'Union américaine pour les libertés civiles (Aclu) et par la NRA.